# Astrocasia diegoae
Astrocasia diegoae là một loài thực vật có hoa trong họ Diệp hạ châu. Loài này được J.Jim�nez Ram. & Mart.Gordon mô tả khoa học đầu tiên năm 2001.